# Lijst van voetbalinterlands Canada - China
Deze lijst van voetbalinterlands is een overzicht van alle officiële voetbalwedstrijden tussen de nationale teams van Canada en China. De landen speelden tot op heden drie keer tegen elkaar. De eerste ontmoeting, een vriendschappelijke wedstrijd, werd gespeeld op 27 juni 1984 in Beijing. Het laatste duel, eveneens een vriendschappelijke wedstrijd, vond plaats in Victoria op 2 april 1992.

## Wedstrijden
| № | Plaats    | Datum            | Competitie        | Wedstrijd      | Uitslag |
| - | --------- | ---------------- | ----------------- | -------------- | ------- |
| 1 | Beijing   | 27 juni 1984     | Vriendschappelijk | China – Canada | 5 – 1   |
| 2 | Singapore | 31 augustus 1986 | Vriendschappelijk | Canada – China | 0 – 1   |
| 3 | Victoria  | 2 april 1992     | Vriendschappelijk | Canada – China | 5 – 2   |

## Samenvatting
| Competitie        | Totaal gespeeld | Winst Canada | Gelijk | Winst China | Doelsaldo Canada – China |
| ----------------- | --------------- | ------------ | ------ | ----------- | ------------------------ |
| Vriendschappelijk | 3               | 1            | 0      | 2           | 6 − 8                    |
| Totaal            | 3               | 1            | 0      | 2           | 6 − 8                    |

Wedstrijden bepaald door strafschoppen worden, in lijn met de FIFA, als een gelijkspel gerekend.

## Details

### Derde ontmoeting
| Vriendschappelijk (Victoria, Canada, 2 april 1992):                                    |       |                                 |
| Canada                                                                                 | 5 – 2 | China                           |
| John Catliff ??' John Catliff ??' Norman Odinga ??' Nick Gilbert ??' Doug Muirhead ??' | goals | Doelpuntenmakers China onbekend |